# Rhamphomyia spirifera
Rhamphomyia spirifera är en tvåvingeart som beskrevs av Frey 1955. Rhamphomyia spirifera ingår i släktet Rhamphomyia och familjen dansflugor. Inga underarter finns listade i Catalogue of Life.